# Evi Sappl
Evi Maria Sappl (* 8. November 1947 in Bad Tölz) ist eine ehemalige deutsche Eisschnellläuferin.

## Sportliche Laufbahn
Sappl, die für den EC Bad Tölz startete, nahm von 1966 bis 1985 an nationalen Wettbewerben teil und wurde im Jahr 1967 deutsche Meisterin im Mini-Mehrkampf. Zudem wurde sie bei deutschen Meisterschaften im Jahr 1966 Dritte und 1967 Zweite. International startete sie nur in der Saison 1966/67 und 1967/68. Dabei gewann sie in der Saison 1966/67 beim internationalen Wettbewerb in Budapest die Läufe über 500 m und 1000 m. In der Saison 1967/68 siegte sie bei der 3-Bahnen-Tournee in Inzell über 500 m und belegte bei den Olympischen Winterspielen 1968 in Grenoble den 17. Platz über 1000 m sowie den 12. Rang über 500 m. 

## Privat
Evi Sappl war zunächst mit dem Eishockeyspieler Walter Riedl verheiratet, mit diesem sie zwei Kinder hat. Nach der Scheidung heiratete sie erneut und zog nach Graz.

## Persönliche Bestleistungen
| Disziplin | Zeit       | Datum           | Ort    |
| --------- | ---------- | --------------- | ------ |
| 500 m     | 45,2 s     | 9. März 1968    | Inzell |
| 1000 m    | 1:35,7 min | 20. Januar 1968 | Inzell |
| 1500 m    | 2:33,6 min | 28. Januar 1968 | Inzell |
| 3000 m    | 5:43,1 min | 20. Januar 1968 | Inzell |